# 龍平度假村
龍平度假村位於南韓江原道平昌郡大關嶺面，是一個知名的滑雪度假村，夏天時則主打哥爾夫球。龍平度假村於1975年開業，由統一教創辦人文鮮明所創立，屬南韓較早期建成的滑雪場地之一。2002年，韓國放送公社在此拍攝由裴勇俊及崔智友主演的《冬季戀歌》，令滑雪場更為人熟悉。2011年，平昌郡獲選為2018年冬季奧林匹克運動會的主辦地，龍平度假村成為其中一個冬奧的指定比賽場地。

## 外部連結
- 官方网站 – （英文）
- PyeongChang 2018 – （英文）
- FIS-ski.com （页面存档备份，存于） – World Cup events